# Zhu Wuneng

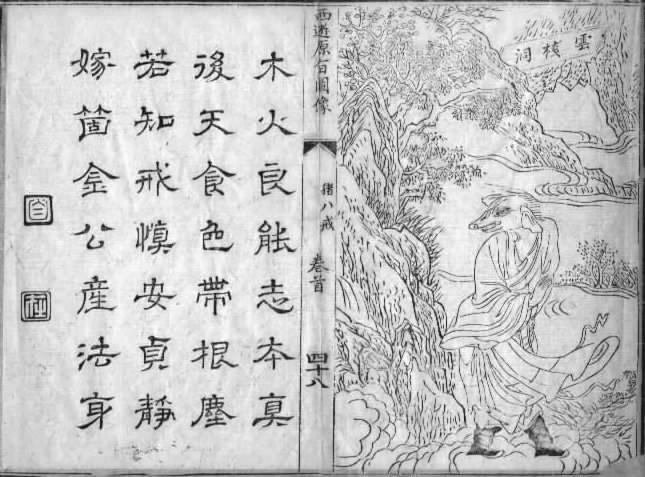
Illustrazione tratta da un'edizione cinese de Il viaggio in Occidente, che ritrae Zhu sulla sua montagna.

Zhū Wùnéng (豬悟能T, lett. "Maiale Illuminato alla Potenza") o Zhū Bājiè (豬八戒T, lett. "Maiale soggetto agli Otto Divieti"), coreano: 저팔계?, Jeo PalgyeoLR, giapponese Cho Hakkai (豬八戒?), vietnamita: Trư Bát Giới, è uno dei tre aiutanti del monaco Sanzang nel classico cinese Il viaggio in Occidente.

## Tian Peng
Tian Peng era il suo nome nella precedente vita: come ammette lui stesso, è nato stupido, pigro e perdigiorno, ma l'incontro con un vero Immortale lo spinge a seguire la Via (Tao) e così impara a volare e a compiere 36 trasformazioni, e viene accolto in Cielo nel Regno di Giada, dove viene appuntato Maresciallo della Via Lattea. L'arma che si fa costruire da Lao Zi e di cui va orgogliosissimo, al punto da portarla con sé alla sua reincarnazione, è un forcone a 9 rostri.
Come per Sun Wukong, però, la sua rovina è l'annuale banchetto di pesche sacre organizzato dalla Regina Madre: incapace di controllarsi, si ubriaca e cerca di sedurre una bella fanciulla, che più volte gli si sottrae. Per sua sfortuna si trattava della dea della luna Chang'e, e l'Imperatore di Giada lo condanna a morte; il Grande Pianeta Bianco però intercede per lui e la sua condanna viene commutata in duemila bastonate e la reincarnazione nel mondo mortale.

## Zhu Ganglie
Tuttavia, qualcosa va storto, e l'anima peregrina si reincarna nella pancia di una scrofa: avendo mantenuto la sua natura divina, il suo aspetto è a metà tra un cinghiale e un essere umano, così prende il nome Zhu Ganglie ("maiale dalle setole di ferro") e si stabilisce nella Caverna del Sentiero delle Nuvole sul Monte della Benedizione, dove vive cibandosi dei viandanti di passaggio.
Per sua ulteriore sfortuna, uno dei viandanti di passaggio è la Bodhisattva Guanyin, e quando cerca di attaccarla se la deve vedere col principe Moksa che la protegge; quando viene a conoscenza della sua identità le si prostra e la supplica di salvarlo da quell'infelice condizione. Guanyin allora gli dice che avrà la remissione delle sue colpe solo se accompagnerà il monaco in pellegrinaggio verso Occidente come suo discepolo: egli accetta e la Bodhisattva gli impartisce il nome buddhista Zhu Wuneng, comandandogli di obbedire agli otto divieti buddhisti (non mangiare le cinque erbe spinose e le tre carni proibite).

## Zhu Bajie

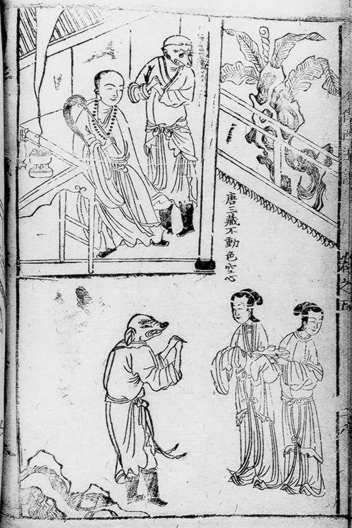
Zhu cede alle tentazioni e accetta del cibo, mentre Sanzang osserva imperturbabile e Sun Wukong con aria di rimprovero.

Poiché dopo svariati anni il monaco non si è ancora fatto vivo, con una magia assume un aspetto umano, scende dalla montagna e giunge nel villaggio di Gao, dove bussa alla porta dell'anziano possidente Gao e chiede la mano di sua figlia; il vecchio acconsente, e Zhu Ganglie lavora molto nei campi per sdebitarsi, ma il suo aspetto sempre più simile a quello di un cinghiale col passar del tempo insospettisce gli abitanti del villaggio, che emarginano il povero Gao accusandolo di aver accolto un mostro come genero.
Quando Sanzang e Sun Wukong giungono nel villaggio quest'ultimo si offre di cacciare il demone in cambio dell'ospitalità al suo maestro, così prende le sembianze della fanciulla e attende che torni a casa: in questo modo ha occasione di interrogarlo discretamente, e comprendendo che le voci sul suo conto derivano più che altro dal suo aspetto comincia a compatirlo (forse perché lo stesso Sun Wukong ha un aspetto che terrorizza molti). Determinato a compiere il suo dovere però, si rivela nel suo vero aspetto, e Ganglie, avendolo già incontrato nella sua precedente vita, scappa terrorizzato: quando i due si affrontano scopre di non poterlo scalfire, perciò gli chiede cos'abbia contro di lui: in questo modo viene a sapere che il monaco che da tanto aspettava è giunto ed è a casa sua, così segue docilmente Sun Wukong per riverire il santo Sanzang e diventare suo discepolo.
Sanzang gli darà il nomignolo Zhu Bajie per ricordargli di non violare gli otto divieti, cosa per lui alquanto difficile, essendo un maiale; la prima doccia fredda, a lui che sperava di poter riprendere a mangiare carne all'arrivo del monaco, arriva quando questo gli dice che non solo dovrà darsi al vegetarismo, ma dovrà anche rinunciare alle donne (non sei mica un prete taoista, gli fa notare Sun Wukong): tuttavia grazie all'interessamento di Sun Wukong (che voleva questa concessione anche per sé) ottiene la libertà di bere alcolici a patto di non esagerare.
I suoi compagni di viaggio hanno generalmente la stessa idea su di lui: è un idiota. Sun Wukong lo chiama "pigro idiota" (呆子S, dāiziP) praticamente sempre, e occasionalmente anche Sanzang lo marchia con questo attributo; d'altronde proprio la sua stupidità e la sua pigrizia, contrapposte alla furbizia e all'energia di Sun Wukong, animerà molti dialoghi del romanzo.